# Casa Rosa (Llafranc)
La casa Rosa, també anomenada Villa Lola, és un edifici de Llafranc (Baix Empordà), catalogat com a bé cultural d'interès local.

## Història
Eusebi Fina i Girbau (1857-1932) era un jurista de Palafrugell que va exercir com a procurador dels tribunals a Barcelona, on va morir. Es va fer construir una casa d'estiueig a Llafranc, nucli que va voler convertir en destinació turística, i estava casat amb Dolors Vergés i Moreu. La seva filla Joaquima es va casar amb l'industrial Eduard Rosa Balaciart, i tenien una casa a Calella.
El 2022, els seus nets Xeixa, Elisabet, Helena i Eduard Rosa Trias van donar el fons del seu besavi a l'Arxiu Municipal de Palafrugell.

## Descripció
És un edifici de planta i dos pisos, amb teulada a dues vessants. La façana principal té totes les obertures allindades; les del primer pis formen un balcó de tres obertures. Presenta l'interès tipològic de les primeres cases d'estiueig de la zona.